# A Illa de Arousa
A Illa de Arousa (Tiếng Tây Ban Nha: La Isla de Arosa) là một đô thị trong tỉnh Pontevedra, Galicia, Tây Ban Nha.